# The Very Best of The Smiths
| Críticas profissionais        | Críticas profissionais |
| Avaliações da crítica         | Avaliações da crítica  |
| Fonte                         | Avaliação              |
| ----------------------------- | ---------------------- |
| Encyclopedia of Popular Music | 4/5                    |
| AllMusic                      | 3/5                    |
| Blender                       | 5/5                    |

The Very Best of The Smiths é uma compilação da banda inglesa The Smiths.
Foi lançado em junho de 2001 pela WEA na Europa, sem consentimento ou contribuição da banda. Alcançou a posição 30 na UK Albums Chart. O álbum não foi lançado nos Estados Unidos.

## Músicas
1. "Panic" – 2:20
2. "The Boy with the Thorn in His Side" (single) – 3:17
3. "Heaven Knows I'm Miserable Now" – 3:35
4. "Ask" (single)* – 3:09
5. "Bigmouth Strikes Again" – 3:13
6. "How Soon Is Now?" (álbum) – 6:45
7. "This Charming Man" – 2:42
8. "What Difference Does It Make?" – 3:51
9. "William, It Was Really Nothing" – 2:12
10. "Some Girls Are Bigger Than Others" – 3:17
11. "Girlfriend in a Coma" – 2:02
12. "Hand in Glove" (álbum) – 3:24
13. "There Is a Light That Never Goes Out" – 4:04
14. "Please, Please, Please, Let Me Get What I Want" – 1:53
15. "That Joke Isn't Funny Anymore" (álbum) – 4:59
16. "I Know It's Over" – 5:49
17. "Sheila Take a Bow" – 2:41
18. "I Started Something I Couldn't Finish" – 3:47
19. "Still Ill" – 3:22
20. "Shakespeare's Sister" – 2:09
21. "Shoplifters of the World Unite" – 2:58
22. "Last Night I Dreamt That Somebody Loved Me" (single)* – 3:10
23. "Stop Me If You Think You've Heard This One Before" – 3:33

## Certificações
| Região                                                                                                  | Certificação | Vendas   |
| --- | ------------ | -------- |
| Reino Unido (BPI)                                                                                       | Platina      | 300,000^ |
| *números de vendas baseados somente na certificação ^números de vendas baseados somente na certificação |              |          |